# 6. etape af Giro d'Italia 2019
6. etape af Giro d'Italia 2019 gik fra Cassino til San Giovanni Rotondo 16. maj 2019. 
Et udbrud holdt hjem med syv minutters forspring, og Fausto Masnada vandt foran Valerio Conti, som overtog førertrøjen.

## Resultater

### Etaperesultat
| \| Etaperesultat \| Etaperesultat \| Etaperesultat \| Etaperesultat \| Etaperesultat \| \| Rytter \| Rytter \| Hold \| Tid \| \| \| ------------- \| ------------------ \| --------------------------- \| ------------- \| ------------- \| \| 1. \| Fausto Masnada \| Androni Giocattoli-Sidermec \| 5t 45' 01" \| \| \| 2. \| Valerio Conti \| UAE Team Emirates \| + 5" \| \| \| 3. \| José Joaquín Rojas \| Movistar Team \| + 38" \| \| \| 4. \| Rubén Plaza \| Israel Cycling Academy \| + 38" \| \| \| 5. \| Giovanni Carboni \| Bardiani CSF \| + 43" \| \| \| 6. \| Pieter Serry \| Deceuninck-Quick Step \| + 54" \| \| \| 7. \| Valentin Madouas \| Groupama-FDJ \| + 54" \| \| \| 8. \| Nans Peters \| AG2R La Mondiale \| + 57" \| \| \| 9. \| Andrey Amador \| Movistar Team \| + 57" \| \| \| 10. \| Amaro Antunes \| CCC Team \| + 57" \| \| |                    |                             |            |
| |                    |                             |            |
| Kilde: ProCyclingStats |                    |                             |            |
| Etaperesultat |                    |                             |            |
| Rytter | Rytter             | Hold                        | Tid        |
| 1. | Fausto Masnada     | Androni Giocattoli-Sidermec | 5t 45' 01" |
| 2. | Valerio Conti      | UAE Team Emirates           | + 5"       |
| 3. | José Joaquín Rojas | Movistar Team               | + 38"      |
| 4. | Rubén Plaza        | Israel Cycling Academy      | + 38"      |
| 5. | Giovanni Carboni   | Bardiani CSF                | + 43"      |
| 6. | Pieter Serry       | Deceuninck-Quick Step       | + 54"      |
| 7. | Valentin Madouas   | Groupama-FDJ                | + 54"      |
| 8. | Nans Peters        | AG2R La Mondiale            | + 57"      |
| 9. | Andrey Amador      | Movistar Team               | + 57"      |
| 10. | Amaro Antunes      | CCC Team                    | + 57"      |

## Klassementerne efter etapen

### Samlede stilling
| \| Samlede stilling \| Samlede stilling \| Samlede stilling \| Samlede stilling \| Samlede stilling \| \| Rytter \| Rytter \| Hold \| Tid \| \| \| ---------------- \| ------------------ \| --------------------------- \| ---------------- \| ---------------- \| \| 1. \| Valerio Conti \| UAE Team Emirates \| 25t 22' 00" \| \| \| 2. \| Giovanni Carboni \| Bardiani CSF \| + 1' 41" \| \| \| 3. \| Nans Peters \| AG2R La Mondiale \| + 2' 09" \| \| \| 4. \| José Joaquín Rojas \| Movistar Team \| + 2' 12" \| \| \| 5. \| Valentin Madouas \| Groupama-FDJ \| + 2' 19" \| \| \| 6. \| Amaro Antunes \| CCC Team \| + 2' 45" \| \| \| 7. \| Fausto Masnada \| Androni Giocattoli-Sidermec \| + 3' 14" \| \| \| 8. \| Pieter Serry \| Deceuninck-Quick Step \| + 3' 25" \| \| \| 9. \| Andrey Amador \| Movistar Team \| + 3' 27" \| \| \| 10. \| Sam Oomen \| Team Sunweb \| + 4' 57" \| \| |                    |                             |             |
| |                    |                             |             |
| Kilde: ProCyclingStats |                    |                             |             |
| Samlede stilling |                    |                             |             |
| Rytter | Rytter             | Hold                        | Tid         |
| 1. | Valerio Conti      | UAE Team Emirates           | 25t 22' 00" |
| 2. | Giovanni Carboni   | Bardiani CSF                | + 1' 41"    |
| 3. | Nans Peters        | AG2R La Mondiale            | + 2' 09"    |
| 4. | José Joaquín Rojas | Movistar Team               | + 2' 12"    |
| 5. | Valentin Madouas   | Groupama-FDJ                | + 2' 19"    |
| 6. | Amaro Antunes      | CCC Team                    | + 2' 45"    |
| 7. | Fausto Masnada     | Androni Giocattoli-Sidermec | + 3' 14"    |
| 8. | Pieter Serry       | Deceuninck-Quick Step       | + 3' 25"    |
| 9. | Andrey Amador      | Movistar Team               | + 3' 27"    |
| 10. | Sam Oomen          | Team Sunweb                 | + 4' 57"    |

| Pointkonkurrence | Pointkonkurrence | Pointkonkurrence            | Pointkonkurrence | Pointkonkurrence |
| Rytter           | Rytter           | Hold                        | Point            |                  |
| ---------------- | ---------------- | --------------------------- | ---------------- | ---------------- |
| 1.               | Pascal Ackermann | Bora-Hansgrohe              | 121 point        |                  |
| 2.               | Fernando Gaviria | UAE Team Emirates           | 93 point         |                  |
| 3.               | Arnaud Démare    | Groupama-FDJ                | 86 point         |                  |
| 4.               | Caleb Ewan       | Lotto-Soudal                | 66 point         |                  |
| 5.               | Richard Carapaz  | Movistar Team               | 50 point         |                  |
| 6.               | Matteo Moschetti | Trek-Segafredo              | 32 point         |                  |
| 7.               | Valerio Conti    | UAE Team Emirates           | 29 point         |                  |
| 8.               | Primož Roglič    | Team Jumbo-Visma            | 27 point         |                  |
| 9.               | Fausto Masnada   | Androni Giocattoli-Sidermec | 25 point         |                  |
| 10.              | Diego Ulissi     | UAE Team Emirates           | 25 point         |                  |

| Pointkonkurrence | Pointkonkurrence | Pointkonkurrence            | Pointkonkurrence | Pointkonkurrence |
| Rytter           | Rytter           | Hold                        | Point            |                  |
| ---------------- | ---------------- | --------------------------- | ---------------- | ---------------- |
| 1.               | Pascal Ackermann | Bora-Hansgrohe              | 121 point        |                  |
| 2.               | Fernando Gaviria | UAE Team Emirates           | 93 point         |                  |
| 3.               | Arnaud Démare    | Groupama-FDJ                | 86 point         |                  |
| 4.               | Caleb Ewan       | Lotto-Soudal                | 66 point         |                  |
| 5.               | Richard Carapaz  | Movistar Team               | 50 point         |                  |
| 6.               | Matteo Moschetti | Trek-Segafredo              | 32 point         |                  |
| 7.               | Valerio Conti    | UAE Team Emirates           | 29 point         |                  |
| 8.               | Primož Roglič    | Team Jumbo-Visma            | 27 point         |                  |
| 9.               | Fausto Masnada   | Androni Giocattoli-Sidermec | 25 point         |                  |
| 10.              | Diego Ulissi     | UAE Team Emirates           | 25 point         |                  |

| Bjergkonkurrence | Bjergkonkurrence | Bjergkonkurrence            | Bjergkonkurrence | Bjergkonkurrence |
| Rytter           | Rytter           | Hold                        | Point            |                  |
| ---------------- | ---------------- | --------------------------- | ---------------- | ---------------- |
| 1.               | Giulio Ciccone   | Trek-Segafredo              | 24 point         |                  |
| 2.               | Fausto Masnada   | Androni Giocattoli-Sidermec | 18 point         |                  |
| 3.               | Valerio Conti    | UAE Team Emirates           | 8 point          |                  |
| 4.               | Giovanni Carboni | Bardiani CSF                | 6 point          |                  |
| 5.               | François Bidard  | AG2R La Mondiale            | 6 point          |                  |
| 6.               | Marco Frapporti  | Androni Giocattoli-Sidermec | 4 point          |                  |
| 7.               | Primož Roglič    | Team Jumbo-Visma            | 4 point          |                  |
| 8.               | Rubén Plaza      | Israel Cycling Academy      | 4 point          |                  |
| 9.               | Louis Vervaeke   | Team Sunweb                 | 3 point          |                  |
| 10.              | Łukasz Owsian    | CCC Team                    | 3 point          |                  |

| Bjergkonkurrence | Bjergkonkurrence | Bjergkonkurrence            | Bjergkonkurrence | Bjergkonkurrence |
| Rytter           | Rytter           | Hold                        | Point            |                  |
| ---------------- | ---------------- | --------------------------- | ---------------- | ---------------- |
| 1.               | Giulio Ciccone   | Trek-Segafredo              | 24 point         |                  |
| 2.               | Fausto Masnada   | Androni Giocattoli-Sidermec | 18 point         |                  |
| 3.               | Valerio Conti    | UAE Team Emirates           | 8 point          |                  |
| 4.               | Giovanni Carboni | Bardiani CSF                | 6 point          |                  |
| 5.               | François Bidard  | AG2R La Mondiale            | 6 point          |                  |
| 6.               | Marco Frapporti  | Androni Giocattoli-Sidermec | 4 point          |                  |
| 7.               | Primož Roglič    | Team Jumbo-Visma            | 4 point          |                  |
| 8.               | Rubén Plaza      | Israel Cycling Academy      | 4 point          |                  |
| 9.               | Louis Vervaeke   | Team Sunweb                 | 3 point          |                  |
| 10.              | Łukasz Owsian    | CCC Team                    | 3 point          |                  |

| Ungdomskonkurrence | Ungdomskonkurrence | Ungdomskonkurrence | Ungdomskonkurrence | Ungdomskonkurrence |
| Rytter             | Rytter             | Hold               | Tid                |                    |
| ------------------ | ------------------ | ------------------ | ------------------ | ------------------ |
| 1.                 | Giovanni Carboni   | Bardiani CSF       | 25t 23' 41"        |                    |
| 2.                 | Nans Peters        | AG2R La Mondiale   | + 28"              |                    |
| 3.                 | Valentin Madouas   | Groupama-FDJ       | + 38"              |                    |
| 4.                 | Sam Oomen          | Team Sunweb        | + 3' 16"           |                    |
| 5.                 | Nicola Conci       | Trek-Segafredo     | + 4' 08"           |                    |
| 6.                 | Miguel Ángel López | Astana             | + 4' 27"           |                    |
| 7.                 | Hugh Carthy        | EF Education First | + 4' 59"           |                    |
| 8.                 | Pavel Sivakov      | Team Ineos         | + 5' 07"           |                    |
| 9.                 | Tao Geoghegan Hart | Team Ineos         | + 6' 02"           |                    |
| 10.                | Ben O'Connor       | Dimension Data     | + 6' 42"           |                    |

| Ungdomskonkurrence | Ungdomskonkurrence | Ungdomskonkurrence | Ungdomskonkurrence | Ungdomskonkurrence |
| Rytter             | Rytter             | Hold               | Tid                |                    |
| ------------------ | ------------------ | ------------------ | ------------------ | ------------------ |
| 1.                 | Giovanni Carboni   | Bardiani CSF       | 25t 23' 41"        |                    |
| 2.                 | Nans Peters        | AG2R La Mondiale   | + 28"              |                    |
| 3.                 | Valentin Madouas   | Groupama-FDJ       | + 38"              |                    |
| 4.                 | Sam Oomen          | Team Sunweb        | + 3' 16"           |                    |
| 5.                 | Nicola Conci       | Trek-Segafredo     | + 4' 08"           |                    |
| 6.                 | Miguel Ángel López | Astana             | + 4' 27"           |                    |
| 7.                 | Hugh Carthy        | EF Education First | + 4' 59"           |                    |
| 8.                 | Pavel Sivakov      | Team Ineos         | + 5' 07"           |                    |
| 9.                 | Tao Geoghegan Hart | Team Ineos         | + 6' 02"           |                    |
| 10.                | Ben O'Connor       | Dimension Data     | + 6' 42"           |                    |

| Holdkonkurrence | Holdkonkurrence             | Holdkonkurrence | Holdkonkurrence |
| Hold            | Hold                        | Tid             |                 |
| --------------- | --------------------------- | --------------- | --------------- |
| 1.              | Movistar Team               | 76t 14' 55"     |                 |
| 2.              | UAE Team Emirates           | + 3' 33"        |                 |
| 3.              | Deceuninck-Quick Step       | + 5' 12"        |                 |
| 4.              | Androni Giocattoli-Sidermec | + 6' 44"        |                 |
| 5.              | AG2R La Mondiale            | + 7' 02"        |                 |
| 6.              | Trek-Segafredo              | + 10' 08"       |                 |
| 7.              | Bora-hansgrohe              | + 10' 11"       |                 |
| 8.              | CCC Team                    | + 10' 14"       |                 |
| 9.              | Mitchelton-Scott            | + 10' 40"       |                 |
| 10.             | Astana                      | + 10' 58"       |                 |

| Holdkonkurrence | Holdkonkurrence             | Holdkonkurrence | Holdkonkurrence |
| Hold            | Hold                        | Tid             |                 |
| --------------- | --------------------------- | --------------- | --------------- |
| 1.              | Movistar Team               | 76t 14' 55"     |                 |
| 2.              | UAE Team Emirates           | + 3' 33"        |                 |
| 3.              | Deceuninck-Quick Step       | + 5' 12"        |                 |
| 4.              | Androni Giocattoli-Sidermec | + 6' 44"        |                 |
| 5.              | AG2R La Mondiale            | + 7' 02"        |                 |
| 6.              | Trek-Segafredo              | + 10' 08"       |                 |
| 7.              | Bora-hansgrohe              | + 10' 11"       |                 |
| 8.              | CCC Team                    | + 10' 14"       |                 |
| 9.              | Mitchelton-Scott            | + 10' 40"       |                 |
| 10.             | Astana                      | + 10' 58"       |                 |